# Astylosternus nganhanus
Astylosternus nganhanus es una especie de anfibios de la familia Arthroleptidae.
Es endémica de Camerún Camerún.
Su hábitat natural incluye montanos tropicales o subtropicales secos, praderas a gran altitud, ríos y zonas previamente boscosas muy degradadas.
Está amenazada de extinción por la pérdida de su hábitat natural.